# マリブムーン
マリブムーン (Malibu Moon) はアメリカの競走馬、種牡馬。勝ち鞍は未勝利戦のみと競走馬としては結果を残せなかったが、種牡馬として活躍馬を複数送り出した。

## 経歴
- 特記事項なき場合、本節の出典はEQIBASE[2]

1999年4月30日、ハリウッドパーク競馬場の4.5ハロンのメイドン競走でデビューし2着。2戦目として5月31日、ハリウッドパークの5ハロンのメイドン競走を勝ったが、その後膝の骨折が判明して引退を余儀なくされた。

### 競走成績
以下の内容は、EQIBASEの情報および記載法に基づく。
| 出走日     | 競馬場           | 競走名   | 格 | 距離   | 頭数 | 枠番 (PP) | 馬番 (Pgm) | 着順 | 騎手            | 斤量（lb./kg換算） | タイム  | 着差         | 勝ち馬/（2着）馬 |
| ---------- | ---------------- | -------- | -- | ------ | ---- | --------- | ---------- | ---- | --------------- | ------------------ | ------- | ------------ | ---------------- |
| 1999.04.30 | ハリウッドパーク | メイドン |    | ダ4.5f | 10   | 4         | 5          | 2着  | G. アルメディア | 118/53.5           |         | （1馬身1/4） | Rock O           |
| 0000.05.31 | ハリウッドパーク | メイドン |    | ダ5f   | 9    | 1         | 1          | 1着  | A. ソリス       | 118/53.5           | 0:57.41 | 1馬身1/2     | （Family Haro）  |

## 引退後
引退後、馬主であり生産者でもあったブラッドリー・ウェイン・ヒューズは種牡馬として第二のキャリアを送らせようと奔走し、メリーランド州のカントリーライフファームの場主ジョン・ポンズが権利の半分を取得してカントリーライフファームで種牡馬生活を開始することになった。初年度となる2000年の種付け料は3000ドルに設定されたが、これは種牡馬としていいスタートを切れるように考えられた設定であった。また、ヘイルトゥリーズンやレイズアネイティヴといった先達種牡馬を引き合いに出してのキャンペーンも怠らなかった。初年度は101頭に種付けをし、その初年度産駒がデビューした2003年に早くも重賞勝ち馬を送り出して、2歳サイアーランキングで6位に入る成績を残した。
産駒の活躍を受け、翌2004年シーズンからはケンタッキー州レキシントン近郊のキャッスルトンリオンズに移動。種付料も、2004年度は1万ドルに上昇する。同じ2004年にヒューズがスペンドスリフトファームを購入し、カントリーライフファーム、キャッスルトリオンズとスペンドスリフトファームの3者共有の形態をとって2008年からはスペンドスリフトファームで供用。2009年ごろには、同じくエーピーインディを父に持つプルピットやその仔らとともに、将来にわたってシアトルスルー系を支える主要種牡馬と見なされるようになった。2013年には産駒のオーブがケンタッキーダービーを制したことによってダービー馬の父となり、2014年の種付け料は初年度の30倍以上となる95000ドルに設定され、名実ともに人気種牡馬の地位に上り詰めた。
その後の2021年5月18日にマリブムーンは心臓発作が原因で死亡、24歳であった。

### おもな産駒
※G1競走勝ち馬のみ記載
- 2002年産
  - Declan's Moon - ハリウッドフューチュリティ[8]
  - Malibu Mint - プリンセスルーニーハンデキャップ[9]
- 2005年産
  - Life At Ten - ベルデイムステークス、オグデンフィップスハンデキャップ[10]
  - Ask The Moon - ラフィアンインビテーショナルハンデキャップ、パーソナルエンスンステークス[11]
- 2006年産
  - Malibu Prayer - ラフィアンインビテーショナルハンデキャップ[12]
  - Funny Moon - CCAオークス[13]
- 2007年産
  - Devil May Care - マザーグースステークス、CCAオークス、フリゼットステークス[14]
- 2009年産
  - Eden's Moon - ラスヴァージネスステークス[15]
- 2010年産
  - Orb - ケンタッキーダービー、フロリダダービー[5][16]
- 2013年産
  - Carina Mia - エイコーンステークス[17]
- 2014年産
  - Gormley - サンタアニタダービー、フロントランナーステークス[5][18]
  - Come Dancing - バレリーナステークス
- 2015年産
  - Magnum Moon - アーカンソーダービー[19]
  - Heavenly Love - アルシバイアディーズステークス[20]
  - Moonshine Memories - デルマーデビュータントステークス、シャンデリアステークス

### 日本競馬でのおもな産駒
- オーブルチェフ - 全日本2歳優駿、北海道2歳優駿[21]
- マドラスチェック - TCK女王盃[22]
- オーロラテソーロ - クラスターカップ[23]
- パライバトルマリン - 関東オークス[24]

### ブルードメアサイアーとしてのおもな産駒
- Stellar Wind（父：Curlin） - サンタアニタオークス、クレメント・L・ハーシュステークス2回、ゼニヤッタステークス、アップルブロッサムハンデキャップ、ビホルダーマイルステークス[25]
- Girvin（父：Tale of Ekati） - ハスケル招待ステークス
- Bellafina（父：Quality Road） - デルマーデビュータントステークス、サンタアニタオークス[26]
- Kalypso（父：Brody's Cause） - ラブレアステークス
- Locked（父：Gun Runner） - ブリーダーズフューチュリティステークス、サンタアニタハンデキャップ
- Sierra Leone（父：Gun Runner） - ブルーグラスステークス、ブリーダーズカップ・クラシック、ホイットニーステークス

## 血統表
| マリブムーンの血統       | マリブムーンの血統                        | マリブムーンの血統                        | （血統表の出典）                          | （血統表の出典） |
| 父系                     | シアトルスルー系                          | シアトルスルー系                          | シアトルスルー系                          | [ § 2 ]          |
| 父 A.P. Indy 1989 黒鹿毛 | 父の父Seattle Slew 1974 黒鹿毛            | Bold Reasoning                            | Boldnesian                                | Boldnesian       |
| 父 A.P. Indy 1989 黒鹿毛 | 父の父Seattle Slew 1974 黒鹿毛            | Bold Reasoning                            | Reason to Earn                            |                  |
| 父 A.P. Indy 1989 黒鹿毛 | 父の父Seattle Slew 1974 黒鹿毛            | My Charmer                                | Poker                                     | Poker            |
| 父 A.P. Indy 1989 黒鹿毛 | 父の父Seattle Slew 1974 黒鹿毛            | My Charmer                                | Fair Charmer                              |                  |
| 父 A.P. Indy 1989 黒鹿毛 | 父の母Weekend Surprise 1980 鹿毛          | Secretariat                               | Bold Ruler                                | Bold Ruler       |
| 父 A.P. Indy 1989 黒鹿毛 | 父の母Weekend Surprise 1980 鹿毛          | Secretariat                               | Somethingroyal                            |                  |
| 父 A.P. Indy 1989 黒鹿毛 | 父の母Weekend Surprise 1980 鹿毛          | Lassie Dear                               | Buckpasser                                | Buckpasser       |
| 父 A.P. Indy 1989 黒鹿毛 | 父の母Weekend Surprise 1980 鹿毛          | Lassie Dear                               | Gay Missile                               |                  |
| 母 Macoumba 1992 鹿毛    | 母の父Mr. Prospector 1970 鹿毛            | Raise a Native                            | Native Dancer                             | Native Dancer    |
| 母 Macoumba 1992 鹿毛    | 母の父Mr. Prospector 1970 鹿毛            | Raise a Native                            | Raise You                                 |                  |
| 母 Macoumba 1992 鹿毛    | 母の父Mr. Prospector 1970 鹿毛            | Gold Digger                               | Nashua                                    | Nashua           |
| 母 Macoumba 1992 鹿毛    | 母の父Mr. Prospector 1970 鹿毛            | Gold Digger                               | Sequence                                  |                  |
| 母 Macoumba 1992 鹿毛    | 母の母Maximova 1980 鹿毛                  | Green Dancer                              | Nijinsky II                               | Nijinsky II      |
| 母 Macoumba 1992 鹿毛    | 母の母Maximova 1980 鹿毛                  | Green Dancer                              | Green Valley                              |                  |
| 母 Macoumba 1992 鹿毛    | 母の母Maximova 1980 鹿毛                  | Baracala                                  | Swaps                                     | Swaps            |
| 母 Macoumba 1992 鹿毛    | 母の母Maximova 1980 鹿毛                  | Baracala                                  | Seximee                                   |                  |
| 母系(F-No.)              | (FN:2-s)                                  | (FN:2-s)                                  | (FN:2-s)                                  | [ § 3 ]          |
| 5代内の近親交配          | Bold Ruler 4×5=9.38%、Nasrullah 5×5=6.25% | Bold Ruler 4×5=9.38%、Nasrullah 5×5=6.25% | Bold Ruler 4×5=9.38%、Nasrullah 5×5=6.25% | [ § 4 ]          |
| 出典                     | 1. 2. 3. 4.                               | 1. 2. 3. 4.                               | 1. 2. 3. 4.                               | 1. 2. 3. 4.      |

- 母Macoumbaはマルセルブサック賞勝ち馬[5]。近親にザグレーギャツビー（ジョッケクルブ賞、アイリッシュチャンピオンステークス）[28]。